# Ramzan Awtaew
Ramzan Awtaew (* 20. August 1998 in Urus-Martan, Russland) ist ein deutscher Ringer tschetschenischer Herkunft in der Gewichtsklasse bis 61/66 kg. Er begann seine sportliche Laufbahn beim Ringerverein TV Essen Dellwig unter Trainer Björn Holk und feierte in seiner Karriere einige Erfolge.

## Leben und sportliche Karriere
Ramzan Awtaew begann seine Ringerkarriere im TV Essen Dellwig und erzielte bereits in jungen Jahren Erfolge. Aufgrund seiner sportlichen Leistungen wurde Ramzan Awtaew in die deutsche Nationalmannschaft (Deutscher Ringer-Bund) berufen. Als Mitglied der Nationalmannschaft nahm er erfolgreich an internationalen Wettkämpfen teil und gewann zahlreiche Medaillen und Auszeichnungen.
Neben seiner sportlichen Karriere engagiert sich Awtaew ehrenamtlich beim Ringerverein TV Essen Dellwig als Trainer und Betreuer für den Nachwuchs.

## Bundesliga
Ramzan Awtaew startete 2016 mit dem TV Essen Dellwig in der 2. Bundesliga, bevor er 2018 zum KSV Witten 07 in die 1. Bundesliga wechselte. Diesen repräsentierte Ramzan Awtaew zwei Jahre lang, bevor er 2020 zum ASV Schorndorf wechselte, mit dem er 2023 Deutscher Vizemeister mit der Mannschaft wurde.

## Erfolge
| Jahr | Wettbewerb             | Platz | Altersbereich | Gewichtsklasse |
| ---- | ---------------------- | ----- | ------------- | -------------- |
| 2017 | Deutsche Meisterschaft | 1.    | Junioren      | 55 kg          |
| 2017 | Weltmeisterschaft      | 5.    | Junioren      | 55 kg          |
| 2018 | Deutsche Meisterschaft | 1.    | Junioren      | 61 kg          |
| 2018 | Grenzlandtunier        | 1.    | Männer        | 61 kg          |
| 2019 | Deutsche Meisterschaft | 3.    | Männer        | 65 kg          |
| 2023 | Deutsche Meisterschaft | 1.    | Männer        | 61 kg          |
| 2023 | Gran Prix Spain        | 3.    | Männer        | 61 kg          |

Quellen